# Prosojna črnivka
Prosojna črnivka (znanstveno ime Psathyrella piluliformis) je gliva iz rodu črnivk (Psathyrella).

## Značilnosti
Klobuk ima premer od 2 do 5 cm. Sprva je zvonaste oblike, kasneje vse bolj razširjen in končno ploščat. Površina je gola in nikoli lepljiva. Mlade gobe imajo belkaste, nežne ostanke koprene, ki včasih visijo z robov klobuka. Je higrofan: v mokrem je rdečkasto rjav ali temno rjav, v suhem pa oker-bež. V vlažnem stanju so robovi klobuka fino nagubani in prosojni, da se skoznje vidijo lističi, po čemer je tudi dobila svoje ime.
Lističi so gosti. V mladosti svetlo bež, kasneje rjavkasto črni (brez vijoličastega odtenka).
Bet je visok do 8 cm in debel od 4 do 8 mm. Je votel, zelo krhek in včasih rahlo zavit. Površina je gola, včasih z belkastimi vlakni, ki so ostanki zastiralca. Nima obročka. Pri mladih gobah je svetle barve, pri starejših postane temneji.
Meso je blo in zelo krhko, neizrazitega vonja in okusa.

## Razširjenost in življenjski prostor
Pogosta vrsta v Severni Ameriki in Evropi. V Aziji so o njej poročali iz Japonske in Tajvana.
Je lesna gniloživka. Najdemo jo lahko od avgusta do novembra. Raste v skupinah v gozdovih in parkih na štorih ali na drevesnih deblih in vejah listavcev, ki ležijo na tleh. 

## Mikroskopske značilnosti
Trosni odtis je črno rjave barve. Trosi so ovalni, brez zarodnih por in merijo 4,5–6,5 x 3–4 μm.

## Podobne vrste
- zbledela kandolovka (Candolleomyces candolleanus) ima lističe rožnate do škrlatno rjave barve
- stonoga črnička (Britzelmayria multipedata ) raste v strnjenih šopkih s tesno zaraščenimi beti
- mala štorovka (Kuehneromyces mutabilis) ima dvobarvno kapico podobnih odtenkov, a ima rjav bet z obročkom.
- navadna žveplenjača (Hypholoma fasciculare) je rumenkaste barve in je močno grenka.

## Uporabnost
Užitna. Ni preveč okusna in njeno nabiranje ni priporočljivo zaradi možnosti zamenjav.